# Гордон, Ким
Ким Альте́я Го́рдон (англ. Kim Althea Gordon; род. 28 апреля 1953 года, Рочестер, Нью-Йорк) — американская вокалистка, бас-гитаристка альтернативной рок-группы «Sonic Youth». Журнал Rolling Stone поместил её на 39-е место в списке 50 величайших басистов всех времен.

## Биография
Родилась в семье профессора социологии, преподавателя Калифорнийского университета в Лос-Анджелесе.
В 1980 году переехала в Нью-Йорк, где вместе с Тёрстоном Муром и Ли Ранальдо в 1981-м году создала группу Sonic Youth. Тремя годами позже вышла замуж за гитариста группы Тёрстона Мура, в 1994-м году у них родилась дочь Коко Хейли Гордон Мур. В октябре 2011 года пара объявила о разводе.
Гордон снялась в нескольких фильмах. Позже стала режиссёром двух фильмов «Идеальный партнёр» (2005) и «Pavement: Медленное столетие» (2002). Сценарий к фильму «Идеальный партнёр» написала сама.
В 2008 году выпустила свою линию женской одежды. «Mirror/Dash» — именно это название выбрала для своего нового хобби.

## Композитор
- Цыпочки (2004) (англ. Heart Is Deceitful Above All Things)
- По ту сторону Солнца (2001) (англ. Things Behind the Sun)
- Money Love (1990)
- Сделано в США (1987) (англ. Made in U.S.A.)

## Фильмография

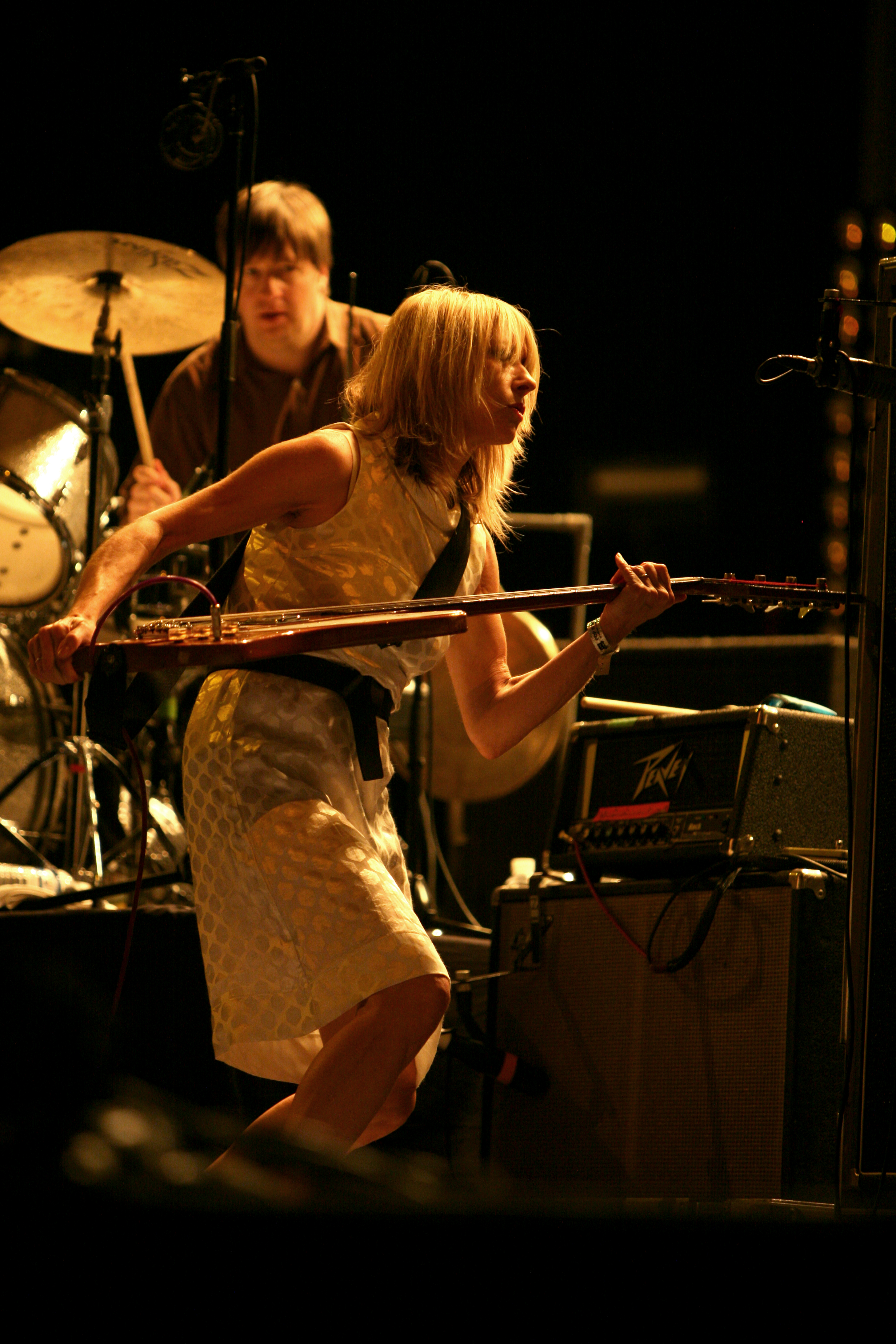
Ким Гордон, август 2007

- Долина смерти 69 (1986) (англ. Death Valley 69)
- Put More Blood Into the Music (1987)
- Weatherman '69 (1989)
- Девочки Гилмор (сериал) (2000—2007) (англ. Gilmore Girls)
- Корпоративный призрак (видео) (2004) (англ. Corporate Ghost)
- Sonic Youth Video Dose (ТВ) (2004)
- Последние дни (2005) (англ. Last Days)
- Cut Shorts (видео) (2006)
- Меня там нет (2007) (англ. I'm Not There)
- Выход на посадку (2007) (англ. Boarding Gate)
- Белый свет (2009) (англ. White Light)
- Fragile White Blossoms Emit a Hypnotic Cascade of Tropical Perfume Whose Sweet Heady Odor Leaves Its Victim Intoxicated, The (2009)
- Сплетница / Gossip Girl (2009) — в роли самой себя
- Не волнуйся, далеко он пешком не уйдет (2018) (англ. Don't Worry, He Won't Get Far on Foot)